# Mariano Díaz (voetballer)
Mariano Díaz Mejía (Premià de Mar, 1 augustus 1993) – alias Mariano – is een Spaanse voetballer van Dominicaanse afkomst die doorgaans als aanvaller speelt. Hij tekende in september 2023 een contract bij Sevilla, dat hem transfervrij overnam van Real Madrid. Díaz debuteerde in 2013 in het Dominicaans voetbalelftal.

## Clubcarrière

### Real Madrid
Díaz speelde in de jeugd bij Espanyol, Premià de Mar en Badalona. Na drie wedstrijden in het eerste elftal van Badalona werd hij in 2011 aangetrokken door Real Madrid, waar hij aansloot bij het derde elftal. Hij maakte achttien doelpunten in 46 competitieduels voor Real Madrid C. Díaz debuteerde op 18 januari 2014 voor Real Madrid Castilla,  als invaller voor Raúl de Tomás tijdens een wedstrijd in de Segunda División tegen Sporting Gijón. Het seizoen erop maakte hij vijf doelpunten voor Castilla in de Segunda División B, het derde niveau in Spanje. Díaz maakte in het seizoen 2015/16 27 treffers in 33 competitieduels voor het tweede elftal van Real Madrid. Trainer Zinédine Zidane haalde hem op 20 augustus 2016 bij het eerste elftal, na een rugblessure van Karim Benzema. Hij maakte een week later zijn daadwerkelijke debuut, tijdens een 2–1 overwinning op Celta de Vigo. Hij verving in de 77ste minuut Álvaro Morata. Díaz maakte op 10 december 2016 zijn eerste doelpunt op het hoogste niveau. Hij bracht Real toen op 2–2 in een met 3–2 gewonnen competitiewedstrijd thuis tegen Deportivo La Coruña.

### Olympique Lyon
Díaz verruilde Real Madrid in juli 2017 voor Olympique Lyonnais, de nummer vier van de Ligue 1 in het voorgaande seizoen. De Fransen betaalden 8 miljoen voor hem. Díaz maakte hij op 5 augustus 2017 zijn debuut voor Olympique Lyon, tijdens een met 4–0 gewonnen wedstrijd tegen RC Strasbourg. Díaz maakte die dag zowel de 1–0 als de 3–0. Trainer Bruno Génésio gebruikte hem vrijwel heel het seizoen als basisspeler. Hij scoorde achttien keer in 34 competitiewedstrijden.

### Real Madrid
Díaz keerde in augustus 2018 terug bij zijn oude club Real Madrid. Dat betaalde naar verluidt 22 miljoen euro aan Olympique Lyonnais, een bedrag dat een jaar eerder in zijn contract was vastgelegd als terugkoopoptie. Díaz kreeg bij de Spaanse club opnieuw een reserverol. Na drie basisplekken en tien invalbeurten in seizoen 2018/19, moest hij in 2019/20 wachten tot speelronde 26 op zijn eerste competitiewedstrijd. Hij kwam die dag in de 91e minuut in het veld voor Benzema in een met 2–0 gewonnen duel thuis tegen FC Barcelona. Hij maakte een minuut later zelf het tweede doelpunt.

## Clubstatistieken
| Seizoen | Club                 | Competitie         | Competitie | Competitie | Beker | Beker | Internationaal | Internationaal | Totaal | Totaal |
| Seizoen | Club                 | Competitie         | Wed.       | Dlp.       | Wed.  | Dlp.  | Wed.           | Dlp.           | Wed.   | Dlp.   |
| ------- | -------------------- | ------------------ | ---------- | ---------- | ----- | ----- | -------------- | -------------- | ------ | ------ |
| 2013/14 | Real Madrid Castilla | Segunda División   | 1          | 0          | 0     | 0     | —              | —              | 1      | 0      |
| 2014/15 | Real Madrid Castilla | Segunda División B | 10         | 5          | 0     | 0     | —              | —              | 10     | 5      |
| 2015/16 | Real Madrid Castilla | Segunda División B | 33         | 27         | 0     | 0     | —              | —              | 33     | 27     |
| 2016/17 | Real Madrid          | Primera División   | 8          | 1          | 5     | 4     | 1              | 0              | 14     | 5      |
| 2017/18 | Olympique Lyon       | Ligue 1            | 34         | 18         | 2     | 1     | 9              | 2              | 45     | 21     |
| 2018/19 | Olympique Lyon       | Ligue 1            | 3          | 0          | 0     | 0     | 0              | 0              | 3      | 0      |
| 2018/19 | Real Madrid          | Primera División   | 13         | 3          | 1     | 0     | 5              | 1              | 19     | 4      |
| 2019/20 | Real Madrid          | Primera División   | 1          | 1          | 0     | 0     | 0              | 0              | 1      | 1      |
| Totaal  | Totaal               | Totaal             | 103        | 55         | 8     | 5     | 15             | 3              | 126    | 63     |

Bijgewerkt op 2 maart 2020

## Interlandcarrière
Díaz werd geboren in Barcelona, maar omdat zijn moeder afkomstig is uit de Dominicaanse Republiek mocht hij ook voor de Dominicaanse Republiek kiezen. Hiervoor maakte hij op 24 maart 2013 zijn debuut, in een met 3–1 gewonnen oefeninterland thuis tegen Haïti. Díaz maakte het derde doelpunt.

## Erelijst
| FIFA Club World Cup   | 2x | 2016, 2022                |
| UEFA Champions League | 2x | 2016/17, 2021/22          |
| UEFA Super Cup        | 1x | 2022                      |
| Primera División      | 3x | 2016/17, 2019/20, 2021/22 |
| Copa del Rey          | 1x | 2022/23                   |
| Supercopa de España   | 2x | 2019/20, 2021/22          |